# Morrie : Une leçon de vie
Pour plus de détails, voir Fiche technique et Distribution.
Morrie : Une leçon de vie (Tuesdays with Morrie) est un téléfilm américain réalisé par Mick Jackson, et diffusé pour la première fois en 1999.

## Synopsis
Mitch Albom, jeune journaliste sportifs aux succès sans limite mais esclave de son travail, délaisse Janine sa petite amie qui décide de le quitter pour poursuivre sa carrière de chanteuse. Un soir devant sa télévision, Mitch voit un reportage sur la vie de Morrie Schwartz, 78 ans. Morrie était son professeur préféré à l'université et va mourir de la maladie de Lou Gehrig de sclérose latérale. Mitch décide de partir en avion revoir son vieux professeur, dont Mitch était l'élève préféré, pour réaliser une promesse qu'il avait faite à Morrie 16 ans plus tôt  : garder le contact après l'université, mais Mitch n'a pas tenu sa promesse et n'a pas gardé le contact avec Morrie. Mitch, heureux de revoir Morrie, décide de lui rendre visite tous les mardis et les deux hommes retrouvent le goût de vivre.

## Fiche technique
- Titre : Morrie : Une leçon de vie
- Titre original : Tuesdays with Morrie
- Scénario : Thomas Rickman d'après le livre de Mitch Albom
- Musique : Marco Beltrami
- Photographie : Theo van de Sande
- Montage : Carol Littleton
- Société de production : Carlton America et Harpo Productions
- Pays :  États-Unis
- Genre : Biopic et drame
- Durée : 89 minutes
- Première diffusion : 
  -  États-Unis : 5 décembre 1999

## Distribution
- Jack Lemmon (V.F. : Serge Lhorca) : Morrie Schwartz
- Hank Azaria (V.F. : Pierre Tessier) : Mitch Albom
- Wendy Moniz (V.F. : Danièle Douet) : Janine
- Bonnie Bartlett : Charlotte Schwartz, la femme de Morrie
- Caroline Aaron : Connie, l'infirmière de Morrie